# 셸리 페브레이
셸리 페브레이(Shelley Fabares, 1944년 1월 19일 ~ )는 미국의 배우, 가수이다. 배우 나네트 페브레이의 친조카이다. 《더 도나 리드 쇼》에서 도나 리드의 딸 메리 스톤 역으로 가장 잘 알려져있다.

## 출연 작품
- 슈퍼맨: 브레이니악 어택 (2006)
- 버터크리크의 악몽 (1997)
- 두 소녀 (1995)
- 비정의 살인 (1993)
- 사랑의 도박 (1990)
- 코치 (1989)
- 런 틸 유 폴 (1988)
- 핫 퍼슈트 (1987)
- 꿈꾸는 낙원 (1978)
- 뜨거운 우정 (1971)
- 클램베이크 (1967)
- 스핀아웃 (1966)
- 걸 해피 (1965)
- 도나 리드 쇼 (1958)
- 애수의 이별 (1956)
- 나쁜 종자 (1956)
- 디즈니랜드 (1954)

### 텔레비전
- 사랑의 유람선 (1980-85)
- 슈퍼맨 (1996-98) - 목소리